# Henry Blyth
Henry Blyth est un scénariste britannique né le 8 juin 1910 à Londres (Angleterre) et mort en mai 1983.

## Filmographie (sélection)
- 1956 : Up in the World de John Paddy Carstairs
- 1956 : Jumping for Joy de John Paddy Carstairs
- 1958 : Le Point de chute (The Square Peg) de John Paddy Carstairs
- 1959 : Follow a Star de Robert Asher
- 1960 : Norman dans la marine (The Bulldog Breed) de Robert Asher
- 1961 : Le Prisonnier récalcitrant (Very Important Person) de Ken Annakin
- 1962 : Ma douce tigresse (Crooks Anonymous) de Ken Annakin
- 1963 : Docteur ne coupez pas (A Stitch in Time) de Robert Asher
- 1963 : La Merveilleuse Anglaise (The Fast Lady) de Ken Annakin
- 1965 : Ce formidable laitier (The Early Bird) de Robert Asher